# Steltkluut
De steltkluut (Himantopus himantopus) is een waadvogel met zeer lange poten uit de familie van de kluten (Recurvirostridae). De Australische, Zuid-Amerikaanse en Amerikaanse steltkluut worden vaak als ondersoorten van deze soort beschouwd.

## Kenmerken
Deze vogel heeft enorm lange, roze poten (bijna de helft van de totale lengte), een zwart-wit verenkleed en een lange, rechte naaldfijne snavel. De mantel en vleugels zijn zwart, de kop en kruin zijn wit (vaak grijs bij mannetje). Mannetjes zijn meer zwart dan vrouwtjes, met name in de zomer. Vrouwtjes hebben vaak een bruinige kleur. Juveniel lijkt op adult, maar de bovenzijde is bruiner en de poten vuilroze of grijzig. In de vlucht steken de poten ver buiten de staart uit en contrasteren de zwarte ondervleugels sterk met het witte lichaam. Als hij niet in het water loopt, moet hij diep doorbuigen om voedsel op te pikken.

## Leefwijze
Het voedsel bestaat uit insecten, slakken en wormpjes.

Steltkluten in de vlucht

## Voortplanting
Het legsel bestaat uit drie tot vier grijsbruingele tot zandkleurige, peervormige eieren met paarse ondervlekken met donkerbruine vlekken.

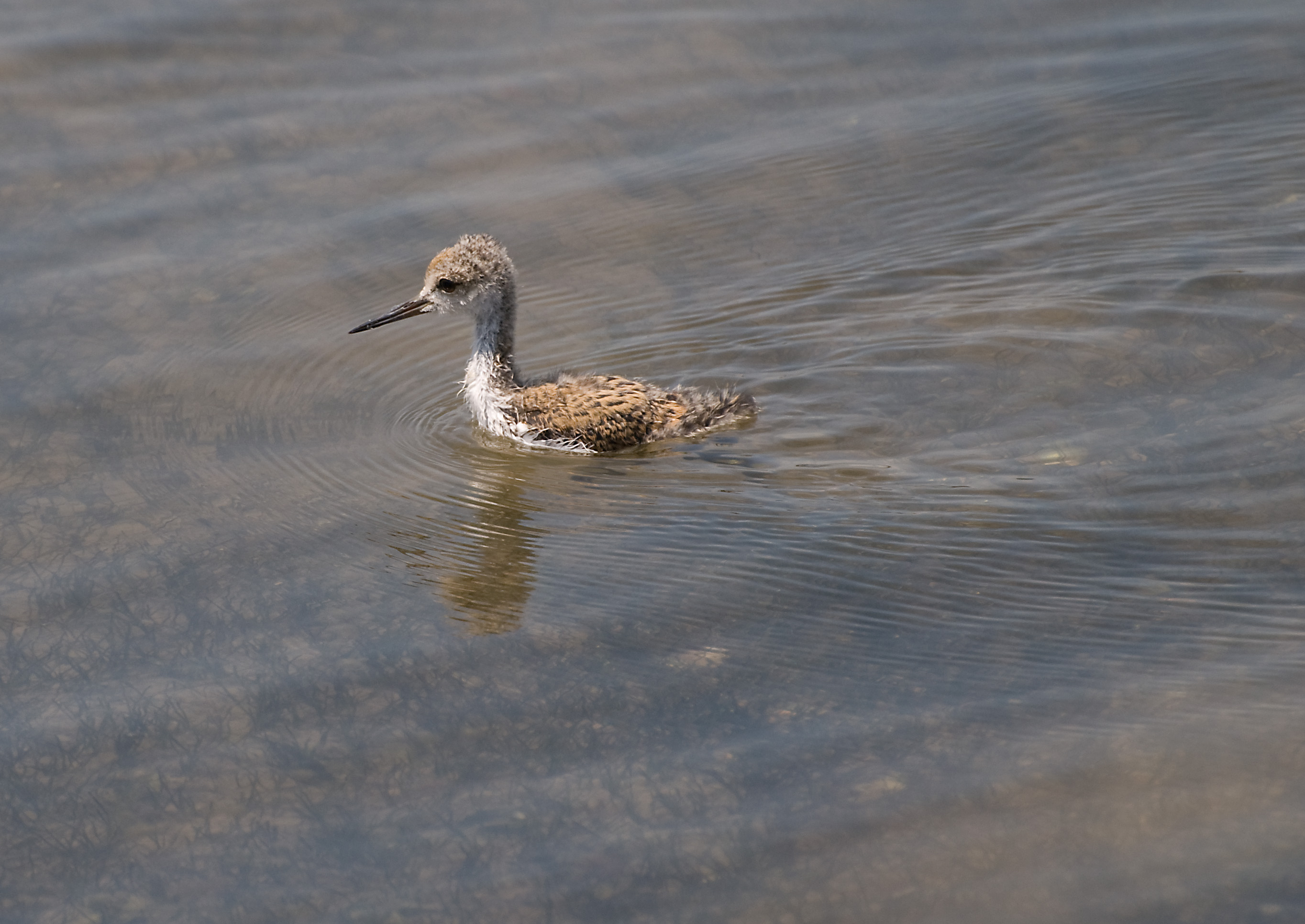
Kuiken

## Verspreiding en leefgebied
De steltkluut komt als broedvogel voor in Frankrijk, Spanje, Portugal, Griekenland, Turkije en Afrika. Verder ook op Madagaskar en grote delen van Midden- en Oost-Azië, India en Sri-Lanka en Indochina. Vogels uit Europa en Midden-Azië overwinteren in Afrika en Zuid-Azië en de Indische Archipel.
De vogel broedt in zoetwatermoerassen, langs meren en ondergelopen riviervlakten, soms in zoutpannen en in Turkije is de vogel bij meren in hoogvlakten tot op 2000 m boven zeeniveau aangetroffen.

## Status

### Mondiaal
BirdLife International beschouwt sinds 2014 de Australische steltkluut, de Zuid-Amerikaanse steltkluut en de Amerikaanse steltkluut als ondersoorten. De grootte van de wereldpopulatie werd in 2015 geschat op 450-750 duizend individuen. Men veronderstelt dat de soort in aantal vooruit gaat. Om deze redenen staat de steltkluut (H. himantopus sensu lato) als niet bedreigd op de Rode Lijst van de IUCN. Als watervogel is hij wel beschermd krachtens het AEWA-verdrag.

### In Nederland (en Vlaanderen)
In tegenstelling tot de kluut komt de steltkluut weinig in Nederland voor. In periodes van grote droogte in deze streken komt het voor dat sommige steltkluten naar Noordwest-Europa trekken. In 1931 broedde er voor het eerst een paar in Nederland. Tussen 1989 en 1995 werd jaarlijks gebroed in aantallen tussen de 3 en 22 paar.
Volgens SOVON is de steltkluut in de periode 1990-2007 een onregelmatige broedvogel, waarbij geen uitspraken over trends kunnen worden gedaan. Voor de zekerheid is de in 2004 als gevoelig op de Nederlandse rode lijst gezet. De steltkluut staat als zeldzaam op de Vlaamse rode lijst.